# Interstate 25
Interstate 25 – amerykańska autostrada międzystanowa znajdująca się w zachodniej części kraju; biegnąca z północy na południe. Zaczyna się w Buffalo w stanie Wyoming a kończy się w Las Cruces. Droga ma długość 1710 km i została oddana do użytku w 1966 roku.
Autostrada biegnie przez stany:
- Wyoming
- Kolorado
- Nowy Meksyk.

Jest ważna arteria komunikacyjna miast:
- Denver – skrzyżowanie z I70
- Pueblo
- Santa Fe
- Albuquerque – skrzyżowanie z I40
- Las Cruces – wpada w I10